# Vättis
Vättis est une localité de la commune de Pfäfers, en suisse, du canton de Saint-Gall, située dans la circonscription électorale de Sarganserland.

## Préhistoire
Les anciennes traces de vie humaine sont visibles dans ce que l'on nomme le Drachenloch sur les hauteurs de Vättis.
C'est Theophil Nigg (1917-1923) qui a mis en évidence d'une part des restes de charbon, témoignant d'une présence humaine et d'autre part la présence d'os arrangés artificiellement. Ces os étaient des os d'ours des cavernes.
Ces découvertes sont visibles aujourd'hui dans le Drachenlochmuseum de Vättis. Voire une photo des os, sur le site de la localité de Vättis www.vaettis.ch. Ces découvertes participèrent à des travaux, sur la mise en évidence d'un culte de l'ours, en Europe occidentale pendant la période préhistorique. L'existence de ce culte est encore aujourd'hui débattu.

## Peinture contemporaine
L'artiste peintre Fappani Erhard a travaillé, entre autres, sur des thématiques inspirées par la localité suisse de Vättis : des paysages de montagnes. La localité lui a d'ailleurs rendu hommage, post mortem, en achetant une partie de sa collection liée aux paysages de la localité et a organisé une retrospective en 2007 : www.vaettis.ch